# Semânticas de Kripke
Uma semântica de Kripke - também conhecida como semântica relacional ou semântica de estruturas, e muitas vezes confundida com  semântica de mundos possíveis - é uma semântica formal para sistemas lógicos não-clássicos criados no final dos anos 1950 e início dos anos 1960 por Saul Kripke. Ela foi feita primeiro para lógicas modais e, mais tarde adaptado para a lógica intuicionista e outros sistemas não-clássicos. A descoberta da semântica de Kripke foi um avanço na teoria das lógicas não-clássicas, pois a teoria dos modelos de tais lógicas era inexistente antes de Kripke.

## A semântica da lógica modal
A linguagem da lógica modal proposicional consiste em um conjunto infinito contável de variáveis proposicionais , um conjunto de verdades funcionais conectivas(nesse artigo {\displaystyle \to } e {\displaystyle \neg }), e o operador modal {\displaystyle \Box } ("necessariamente"). O operador modal {\displaystyle \Diamond } ("possivelmente") é o dual de {\displaystyle \Box } e pode ser definido em termos dele assim: {\displaystyle \Diamond A:=\neg \Box \neg A} ("possivelmente A" é definido como equivalente a "não necessariamente não A"). 

### Definições básicas
Um estrutura de Kripke ou um estrutura modal é um par {\displaystyle \langle W,R\rangle }, onde W' 'é um conjunto não-vazio, e R é uma relação binária sobre W. Elementos de W são denominados nós ou mundos, e R é conhecido como relação de acessibilidade.
Um Modelo de Kripke é um conjunto {\displaystyle \langle W,R,\Vdash \rangle }, onde
{\displaystyle \langle W,R\rangle } é um estrutura de Kripke, e {\displaystyle \Vdash } é uma relação entre os nós de W e fórmulas modais, de tal forma que :
- {\displaystyle w\Vdash \neg A} se e somente se {\displaystyle w\nVdash A},
- {\displaystyle w\Vdash A\to B} se e somente se {\displaystyle w\nVdash A} ou {\displaystyle w\Vdash B},
- {\displaystyle w\Vdash \Box A} se e somente se {\displaystyle u\Vdash A} para todos os {\displaystyle u} tal que {\displaystyle w\;R\;u}.

Lemos {\displaystyle w\Vdash A} como “w satisfaz
A”, “A é satisfeito em w”, ou
“w força A”. A relação {\displaystyle \Vdash } é chamada a relação de satisfação, de avaliação, ou de forçação. A relação de satisfação é determinada exclusivamente pelo seu valor em variáveis proposicionais.
Uma fórmula A é válida em:
- um modelo {\displaystyle \langle W,R,\Vdash \rangle }, se {\displaystyle w\Vdash A} para todo w ∈ W,
- um quadro {\displaystyle \langle W,R\rangle }, se ele é válido em {\displaystyle \langle W,R,\Vdash \rangle } para todas as opções possíveis de {\displaystyle \Vdash },
- uma classe C de estruturas ou de modelos , se é válido em cada membro de C.

Definimos Thm(C) como sendo o conjunto de todas as fórmulas que são válidas em C. Por outro lado, se X é um conjunto de fórmulas, seja Mod(X) a classe de todas as estruturas que validam cada fórmula de X.
Uma lógica modal (isto é, um conjunto de fórmulas) L é interpretado com respeito a uma classe de estruturas C , se L' ⊆ Thm(C). L é completa com C se L ⊇ Thm(C).

### Correspondência e integridade
Semântica é útil para investigar a lógica (ou seja, um sistema de derivação) somente se a relação da conseqüência semântica reflete sua contraparte sintática, a relação de conseqüência sintática (derivabilidade). É vital saber quais lógicas modais são corretas e completas com relação a uma classe de estruturas de Kripke, e também para determinar qual a classe que é .
Para qualquer classe C de estruturas de Kripke, Thm(C) é uma lógica normal modal (em particular, os teoremas da lógica modal normal minimal , K, são válidos em todos os modelos de Kripke). No entanto, o inverso não se sustenta em geral. Existem lógicas modais normais Kripke-incompletas, o que não é um problema , porque a maioria dos sistemas modais estudados são classes completas de estruturas descritas por condições simples.
Um lógica modal normal L corresponde a uma classe de estruturas C , se C = Mod(L). Em outras palavras, C é a maior classe de estruturas tais que L é interpretado wrt C. Daqui resulta que L é Kripke completa, se e somente se estiver completa da sua classe correspondente.
Considere o esquema T : {\displaystyle \Box A\to A}.
T é válido em qualquer estrutura reflexiva {\displaystyle \langle W,R\rangle }: se
{\displaystyle w\Vdash \Box A}, então {\displaystyle w\Vdash A}
uma vez que w R w. Por outro lado , uma estrutura que valida T tem de ser reflexiva : correção w ∈ W, e definem a satisfação de uma variável p proposicional como se segue:
{\displaystyle u\Vdash p} se e somente se w R u. Então
{\displaystyle w\Vdash \Box p}, thus {\displaystyle w\Vdash p}
por T, o que significa que w R w usando a definição de
{\displaystyle \Vdash }. T corresponde à classe das estruturas de Kripke reflexivas.
Muitas vezes, é muito mais fácil de caracterizar a classe correspondente de L do que provar a sua corretude, assim correspondência serve como um guia para as provas de completude. A correspondência também é usada para mostrar a incompletude de lógicas modais : suponha 
L1 ⊆ L2 são lógicas modais normais que correspondem à mesma classe de estruturas, mas L1 não prova todos os teoremas de L2. Então L1 é Kripke incompleto. Por exemplo , o esquema {\displaystyle \Box (A\equiv \Box A)\to \Box A} gera uma lógica incompleta, uma vez que corresponde à mesma classe de estruturas como GL (ou seja, estruturas transitivas e conversas bem formadas), mas não prova a tautologia-GL {\displaystyle \Box A\to \Box \Box A}.
A tabela abaixo é uma lista de axiomas modais comuns , juntamente com suas classes correspondentes. A nomeação dos axiomas, muitas vezes varia.
| Nome | Axioma                                                                 | Estruturas Condicionais                                                           |
| ---- | ---------------------------------------------------------------------- | --------------------------------------------------------------------------------- |
| K    | {\displaystyle \Box (A\to B)\to (\Box A\to \Box B)}                    | N/A                                                                               |
| T    | {\displaystyle \Box A\to A}                                            | Reflexiva: {\displaystyle w\,R\,w}                                                |
| 4    | {\displaystyle \Box A\to \Box \Box A}                                  | Transitiva: {\displaystyle w\,R\,v\wedge v\,R\,u\Rightarrow w\,R\,u}              |
|      | {\displaystyle \Box \Box A\to \Box A}                                  | Densa: {\displaystyle w\,R\,u\Rightarrow \exists v\,(w\,R\,v\land v\,R\,u)}       |
| D    | {\displaystyle \Box A\to \Diamond A} or {\displaystyle \Diamond \top } | Em Série: {\displaystyle \forall w\,\exists v\,(w\,R\,v)}                         |
| B    | {\displaystyle A\to \Box \Diamond A}                                   | Simétrica: {\displaystyle w\,R\,v\Rightarrow v\,R\,w}                             |
| 5    | {\displaystyle \Diamond A\to \Box \Diamond A}                          | Euclidiana: {\displaystyle w\,R\,u\land w\,R\,v\Rightarrow u\,R\,v}               |
| GL   | {\displaystyle \Box (\Box A\to A)\to \Box A}                           | R transitivo, R−1 bem formado                                                     |
| Grz  | {\displaystyle \Box (\Box (A\to \Box A)\to A)\to A}                    | R reflexivo e transitivo, R−1−Id bem formado                                      |
| H    | {\displaystyle \Box (\Box A\to B)\lor \Box (\Box B\to A)}              | {\displaystyle w\,R\,u\land w\,R\,v\Rightarrow u\,R\,v\lor v\,R\,u}               |
| M    | {\displaystyle \Box \Diamond A\to \Diamond \Box A}                     | (uma propriedade complicada de segunda ordem)                                     |
| G    | {\displaystyle \Diamond \Box A\to \Box \Diamond A}                     | {\displaystyle w\,R\,u\land w\,R\,v\Rightarrow \exists x\,(u\,R\,x\land v\,R\,x)} |
|      | {\displaystyle A\to \Box A}                                            | {\displaystyle w\,R\,v\Rightarrow w=v}                                            |
|      | {\displaystyle \Diamond A\to \Box A}                                   | Função parcial: {\displaystyle w\,R\,u\land w\,R\,v\Rightarrow u=v}               |
|      | {\displaystyle \Diamond A\leftrightarrow \Box A}                       | função: {\displaystyle \forall w\,\exists !u\,w\,R\,u}                            |
|      | {\displaystyle \Box A} or {\displaystyle \Box \bot }                   | vazio: {\displaystyle \forall w\,\forall u\,\neg (w\,R\,u)}                       |

Aqui está uma lista de vários sistemas modais comuns. Foram simplificadas as condições de estruturas para alguns deles: as lógicas são completas com respeito às classes de estruturas dadas na tabela, mas pode corresponder a uma classe maior de estruturas.
| nome       | axiomas          | estruturas condicionais                                                                             |
| ---------- | ---------------- | --------------------------------------------------------------------------------------------------- |
| K          | —                | todas estruturas                                                                                    |
| T          | T                | reflexivas                                                                                          |
| K4         | 4                | transitivas                                                                                         |
| S4         | T, 4             | pré-ordem                                                                                           |
| S5         | T, 5 or D, B, 4  | relação de equivalência                                                                             |
| S4.3       | T, 4, H          | pré-ordem total                                                                                     |
| S4.1       | T, 4, M          | pré-ordem, {\displaystyle \forall w\,\exists u\,(w\,R\,u\land \forall v\,(u\,R\,v\Rightarrow u=v))} |
| S4.2       | T, 4, G          | pré-ordem direcionada                                                                               |
| GL         | GL or 4, GL      | finita ordem parcial estrita                                                                        |
| Grz, S4Grz | Grz or T, 4, Grz | finite ordem parcial                                                                                |
| D          | D                | em série                                                                                            |
| D45        | D, 4, 5          | transitive, serial, and Euclidean                                                                   |

### Modelos canônicos
Para qualquer lógica modal normal L, um modelo de Kripke (o chamado modelo canônico) pode ser construído, o que valida precisamente os teoremas de L , ou uma adaptação da técnica padrão de utilização de conjuntos maximalmente consistentes como modelos. Modelos canônicos de Kripke desempenham um papel semelhante ao Lindenbaum - Álgebra Tarski de construção em semânticas algébricas.
Um conjunto de fórmulas é a L-consistente se qualquer contradição pode ser derivada a partir dele utilizando os teoremas de L , e Modus Ponens. Um conjunto máximo L-consistente (uma L-MCS para abreviar) é um conjunto L-consistente que não tem supraconjunto L-consistente adequado.
Um modelo canônico de L é um modelo de Kripke
{\displaystyle \langle W,R,\Vdash \rangle }, onde W é um conjunto de todos L-MCS,
e as relações R e {\displaystyle \Vdash } são as seguintes:
{\displaystyle X\;R\;Y} se e somente se para toda fórmula {\displaystyle A}, se {\displaystyle \Box A\in X} então {\displaystyle A\in Y},
{\displaystyle X\Vdash A} if and only if {\displaystyle A\in X}.
O modelo canônico é um modelo de L, como todos os L-MCS contém todos os teoremas de L. pelo Lema de Zorn, cada conjunto L-consistente está contido em um L-MCS, em particular, cada fórmula indemonstrável em L tem um contra-exemplo no modelo canônico.
A principal aplicação de modelos canônicos é nas provas de completude. Propriedades do modelo canónico de K implica imediatamente completude de K em relação à classe de todos as estruturas de Kripke. Este argumento não funciona para L arbitrário, porque não há nenhuma garantia de que a estrutura subjacente do modelo canônico satisfaz as condições de estrutura de L.
Dizemos que uma fórmula ou um conjunto X de fórmulas é canônico com respeito a uma propriedade P de estruturas de Kripke, se
- X é válida em todos as estruturas que satisfaz P,
- para qualquer lógica modal L normal, que contém X, a estrutura subjacente ao modelo canônico de L satisfaz P.

A união dos conjuntos canônicos de fórmulas é a própria canônica. Segue-se a partir da discussão anterior de que qualquer lógica axiomatizada por um conjunto canônico de fórmulas é Kripke completo e compacto.
Os axiomas T , 4, D , B, 5 , H , G (e, portanto, qualquer combinação de ambos) são canónicos . GL e Grz não são canônicos , porque eles não são compactos. O axioma M por si só não é canônico (Goldblatt, 1991), mas a lógica combinada S4.1 (na verdade , mesmo K4.1) é canônica.
Em geral, é indecidível se um determinado axioma é canônico. Sabemos uma condição suficiente agradável: H. Sahlqvist identificou uma ampla classe de fórmulas (agora chamado de fórmulas Sahlqvist) tal que
- uma fórmula Sahlqvist é canônica,
- a classe das estruturas correspondentes a uma fórmula Sahlqvist é definível em primeira ordem,
- existe um algoritmo que calcula a condição de estrutura correspondente a uma determinada fórmula Sahlqvist.

Este é um critério poderoso: por exemplo, todos os axiomas listados acima são canônicos como (equivalente a) as fórmulas Sahlqvist.

### Propriedade de modelo finito
Uma lógica tem a propriedade de modelo finito (FMP), se ela for completa no que diz respeito a uma classe de estruturas finitas. Uma aplicação deste conceito é a questão da  decidibilidade: segue-se do teorema de Post que a lógica modal L recursivamente axiomatizada que tem FMP é decidível, desde que seja decidível se um determinada estrutura finita é um modelo de L. Em particular, cada lógica finitamente axiomatizável com FMP é decidível.
Existem vários métodos para a criação de um determinado FMP lógico. Refinamentos e extensões da construção do modelo canônico, muitas vezes o trabalho, utilizando ferramentas como filtração ou investigação. Como outra possibilidade, as provas de completude com base em cálculos subseqüentes de corte-livre costumam produzir modelos finitos diretamente.
A maioria dos sistemas modais usados na prática (incluindo todos os listados acima) têm FMP .
Em alguns casos, pode-se utilizar FMP para provar a Kripke-completude de uma lógica: cada lógica modal normal é completa com respeito a uma classe de álgebra modal , e uma álgebra modal finita pode ser transformada numa estrutura Kripke. Como um exemplo, Robert Bull provou usando este método que cada extensão normal de S4.3 tem FMP , e é Kripke completa.

### Lógicas Multimodais
Kripke semântica tem uma generalização simples de lógica com mais de uma modalidade. Uma estrutura de Kripke para uma linguagem com
{\displaystyle \{\Box _{i}\mid \,i\in I\}} como o conjunto de suas necessidades de operadores consiste em um W equipado com relações binárias
Ri para cada i ∈ I. A definição de uma relação de satisfação é alterada da seguinte forma:
{\displaystyle w\Vdash \Box _{i}A} se e somente se {\displaystyle \forall u\,(w\;R_{i}\;u\Rightarrow u\Vdash A).}
A semântica simplificada, descoberta por Tim Carlson , é muitas vezes utilizada para lógicas demonstravelmente polimodais. Um modelo de Carlson é uma estrutura
{\displaystyle \langle W,R,\{D_{i}\}_{i\in I},\Vdash \rangle }
com um único relação de acessibilidade R, e subconjuntos 
Di ⊆ W para cada modalidade. A satisfação é definida como
{\displaystyle w\Vdash \Box _{i}A} se e somente se {\displaystyle \forall u\in D_{i}\,(w\;R\;u\Rightarrow u\Vdash A).}
Carlson modelos são mais fáceis de visualizar do que os usuais modelos de Kripke polomodais, há , no entanto, lógicas polimodais Kripke-completas que são Carlson-incompletas.

## A semântica da lógica intuicionística
A Semantica Kripke para a lógica intuicionística segue os mesmos princípios que a semântica da lógica modal, mas ela usa uma definição diferente de satisfação.
Um modelo intuicionista de Kripke is {\displaystyle \langle W,\leq ,\Vdash \rangle }, onde {\displaystyle \langle W,\leq \rangle } é uma estrutura Kripke pré-ordenada, e {\displaystyle \Vdash } satisfaz as seguintes condições:
- se p é uma variável proposicional, {\displaystyle w\leq u}, and {\displaystyle w\Vdash p}, então {\displaystyle u\Vdash p} (condição de persistência),
- {\displaystyle w\Vdash A\land B} se e somente se {\displaystyle w\Vdash A} e {\displaystyle w\Vdash B},
- {\displaystyle w\Vdash A\lor B} se e somente se {\displaystyle w\Vdash A} or {\displaystyle w\Vdash B},
- {\displaystyle w\Vdash A\to B} se e somente se para todos {\displaystyle u\geq w}, {\displaystyle u\Vdash A} implica {\displaystyle u\Vdash B},
- não {\displaystyle w\Vdash \bot }.

A negação de A, ¬A, pode ser definida como uma abreviação para A → ⊥.  Se para todos os u tal que w ≤ u, não u ⊩ A, então w ⊩ A → ⊥ é uma verdade vazia, então w ⊩ ¬A.
A Lógica intuicionística é correta e completa em relação às semânticas Kripke, e tem FMP.

### Lógica primeira ordem intuicionista
Seja L uma linguagem de primeira ordem. Um modelo de Kripke de L é 
{\displaystyle \langle W,\leq ,\{M_{w}\}_{w\in W}\rangle }, onde
{\displaystyle \langle W,\leq \rangle } é uma estrutura de Kripke intuicionistica, Mw é uma
(clássica) L-estrutura para cada nó w ∈ W, e as seguintes condições de compatibilidade mantêm sempre u ≤ v:
- o domínio de Mu está incluído no domínio de Mv,
- realizações de símbolos de função em Mu e Mv concorda com elementos de Mu,
- para cada predicado n-ário P e elementos a1,…,an ∈ Mu: se P(a1,…,an) tem em Mu, então ele tem em Mv.

Dada uma avaliação e das variáveis por elementos de Mw,definimos a relação satisfação {\displaystyle w\Vdash A[e]}:
- {\displaystyle w\Vdash P(t_{1},\dots ,t_{n})[e]} se e somente se {\displaystyle P(t_{1}[e],\dots ,t_{n}[e])} tem em Mw,
- {\displaystyle w\Vdash (A\land B)[e]} se e somente se {\displaystyle w\Vdash A[e]} e {\displaystyle w\Vdash B[e]},
- {\displaystyle w\Vdash (A\lor B)[e]} se e somente se {\displaystyle w\Vdash A[e]} ou {\displaystyle w\Vdash B[e]},
- {\displaystyle w\Vdash (A\to B)[e]} se e somente se para todo {\displaystyle u\geq w}, {\displaystyle u\Vdash A[e]} implica {\displaystyle u\Vdash B[e]},
- não {\displaystyle w\Vdash \bot [e]},
- {\displaystyle w\Vdash (\exists x\,A)[e]} se e somente se existe um {\displaystyle a\in M_{w}} such that {\displaystyle w\Vdash A[e(x\to a)]},
- {\displaystyle w\Vdash (\forall x\,A)[e]} se e somente se para cada {\displaystyle u\geq w} e cada {\displaystyle a\in M_{u}}, {\displaystyle u\Vdash A[e(x\to a)]}.

Esse e(x→a) é a avaliação que dá x o valor a, de outra forma concorda com e.

### Semântica Kripke–Joyal
Como parte do desenvolvimento independente da teoria dos feixes, foi realizada por volta de 1965 que a semântica de Kripke estava intimamente relacionada ao tratamento de quantificação existencial, em teoria de topos.
Ou seja, o aspecto 'local' da existência de seções de um feixe era uma espécie de lógica do 'possível'. Embora este desenvolvimento foi o trabalho de um número de pessoas, o nome semântica de Kripke-Joyal é frequentemente utilizado neste contexto.

## Construções de Modelos
Tal como na teoria de modelos clássica, existem métodos para a construção de um novo modelo de Kripke a partir de outros modelos .
Os homomorfismos naturais na semântica Kripke são chamados
p-morfismos (que é abreviação para pseudo-epimorfismo, mas este último termo é raramente usado). Um p-morfismo das estruturas Kripke
{\displaystyle \langle W,R\rangle } e {\displaystyle \langle W',R'\rangle } é um mapeamento
{\displaystyle f\colon W\to W'} de tal forma que
- f preserva a relação de acessibilidade, ou seja, u R v implica f(u) R’ f(v),
- sempre que f(u) R’ v’, existe um v ∈ W de tal forma que u R v e f(v) = v’.

Um p-morfismo de modelos de Kripke {\displaystyle \langle W,R,\Vdash \rangle } e
{\displaystyle \langle W',R',\Vdash '\rangle } é um p-morfismo de suas estruturas subjacentes {\displaystyle f\colon W\to W'}, que satisfaz: {\displaystyle w\Vdash p} se e somente se {\displaystyle f(w)\Vdash 'p}, para qualquer variável proposicional p.
P-morfismos são um tipo especial de bisimulações. Em geral, uma bisimulação entre as estruturas {\displaystyle \langle W,R\rangle } e
{\displaystyle \langle W',R'\rangle } é uma relação
B ⊆ W × W’, que satisfaz o seguinte propriedade “zig-zag”:
- se u B u’ e u R v, existe v’ ∈ W’ tal que v B v’ e u’ R’ v’,
- se u B u’ e u’ R’ v’, existe v ∈ W tal que v B v’ e u R v.

Uma bisimulação de modelos é adicionalmente necessário para preservar 
a força de fórmulas atômicas:
se w B w’, então {\displaystyle w\Vdash p} se e somente se {\displaystyle w'\Vdash 'p}, para qualquer variável proposicional p.
A propriedade fundamental que decorre desta definição é que bisimulações (daí também p-morfismo) de modelos de preservam a satisfação de todas as fórmulas, não apenas variáveis proposicionais.
Podemos transformar um modelo de Kripke em uma árvore usando
Desembaraçamento. Dado um modelo {\displaystyle \langle W,R,\Vdash \rangle } e um nó fixo w0 ∈ W, definimos um modelo
{\displaystyle \langle W',R',\Vdash '\rangle }, onde W’ é o conjunto de todas as sequências finitas
{\displaystyle s=\langle w_{0},w_{1},\dots ,w_{n}\rangle } tal que wi R wi+1 para todo
i < n, e {\displaystyle s\Vdash p} se e somente se
{\displaystyle w_{n}\Vdash p} para uma variável proposicional p. A definição de uma relação de acessibilidade R’
varia; no caso mais simples colocamos
{\displaystyle \langle w_{0},w_{1},\dots ,w_{n}\rangle \;R'\;\langle w_{0},w_{1},\dots ,w_{n},w_{n+1}\rangle },
mas muitas aplicações necessitam o fechamento reflexivo e/ou transitiva desta relação , ou modificações semelhantes.
Filtração é uma construção útil que usa para provar FMP para muitas lógicas . Seja X um conjunto de fórmulas fechadas sob subformulas. Uma X'-filtração de um modelo {\displaystyle \langle W,R,\Vdash \rangle } é um mapeamento f de W para um modelo
{\displaystyle \langle W',R',\Vdash '\rangle } tal que
- f é uma surjeção,
- f preserva a relação de acessibilidade, e ( nos dois sentidos) satisfação das variáveis p ∈ X,
- se f(u) R’ f(v) e {\displaystyle u\Vdash \Box A}, onde {\displaystyle \Box A\in X}, então {\displaystyle v\Vdash A}.

Segue-se que f preserva a satisfação de todas as fórmulas de
X. Em aplicações típicas , tomamos f como a projeção para o quociente de W sobre a relação: u ≡X v se e somente se para todo A ∈ X, {\displaystyle u\Vdash A} se e somente se {\displaystyle v\Vdash A}.
Tal como no caso de desembaraçamento, a definição da relação de acessibilidade no quociente varia.

## Estruturas semânticas gerais
O principal defeito da semântica de Kripke é a existência de lógicas Kripke-incompletas e lógicas que são completas, mas não compactas. Isso pode ser sanado equipando quadros de Kripke com estrutura adicional que restringe o conjunto de possíveis valorações, usando ideias das semânticas algébricas. Isto dá origem à estrutura semântica geral.

## Aplicações na Ciência da Computação
Blackburn et al. (2001) apontam que, por que uma estrutura relacional é simplesmente um conjunto juntamente com um conjunto de relações sobre o conjunto, não é surpreendente que as estruturas relacionais podem ser encontradas em praticamente qualquer lugar. Como um exemplo de ciência da computação teórica, eles dão os sistemas de transição rotulados, que a execução do programa do modelo. Blackburn et ai. assim reivindicam por causa dessa conexão que as linguagens modais são ideais no fornecimento de uma perspectiva "interna, local em estruturas relacionais. " (p. xii)

## Referencias
- Blackburn, P., M. de Rijke, and Y. Venema, 2001. Modal Logic.  Cambridge University Press.
- Bull, Robert. A., and K. Segerberg, 1984, "Basic Modal Logic" in The Handbook of Philosophical Logic, vol. 2. Kluwer: 1–88.
- Chagrov, A, and Zakharyaschev, M., 1997. Modal Logic. Oxford University Press.
- Michael Dummett, 1977. Elements of Intuitionism. Oxford Univ. Press.
- Fitting, Melvin, 1969. Intuitionistic Logic, Model Theory and Forcing. North Holland.
- Robert Goldblatt (link), 2003, "Mathematical Modal Logic: a View of its Evolution",  In Logic & the Modalities in the Twentieth Century,  volume 7 of the Handbook of the History of Logic, edited by Dov M. Gabbay and John Woods, Elsevier, 2006, 1-98.
- Hughes, G. E., and M. J. Cresswell, 1996. A New Introduction to Modal Logic. Routledge.
- Saunders Mac Lane and Moerdijk, I., 1991. Sheaves in Geometry and Logic. Springer-Verlag.
- van Dalen, Dirk, 1986, "Intuitionistic Logic"  in The Handbook of Philosophical Logic, vol. 3. Reidel: 225–339.